# Carlo Rizzi (chef d'orchestre)
Pour les articles homonymes, voir Carlo Rizzi.
Carlo Rizzi (né le 19 juillet 1960, à Milan, Italie) est un chef d'orchestre italien.

## Biographie
Rizzi a étudié la musique au Conservatoire de Milan. Il a été plus tard un élève pour la direction d'orchestre de Vladimir Delman (en), à Bologne, et de Franco Ferrara à Sienne. Le premier opéra qu'il a dirigé, était en 1982, L'ajo nell'imbarazzo de Donizetti. En 1985, il a remporté le premier concours de direction Toscanini à Parme.
En 1987 il débute au Teatro Verdi de Trieste en dirigeant La figlia del reggimento avec Luciana Serra.
Rizzi a fait ses débuts de chef d'orchestre au Royaume-Uni au Festival de Buxton (en) en 1988 avec Torquato Tasso (en) de Donizetti, et par la suite il a dirigé des productions au Royal Opera House, Covent Garden et de l'Opera North. En août 1992, il est devenu directeur musical du Welsh National Opera (WNO), et a servi à ce poste jusqu'en 2001. Il a appris à parler le gallois durant son mandat. En 2004, à la suite de la démission soudaine de Tugan Sokhiev, le successeur de Rizzi au Welsh National Opera, Rizzi a réoccupé le poste de directeur musical du WNO. Il est resté en poste jusqu'en 2007.
Au Théâtre La Fenice en 1992, il a dirigé La traviata avec Edita Gruberova, Neil Shicoff, Marcello Giordani (en) et Giorgio Zancanaro.
Encore à Londres, en avril 1993, il dirige La Favorite et en septembre Madame Butterfly et L'Italiana in Algeri avec Marilyn Horne.
En octobre 1993 il débute au Metropolitan Opera House à New York avec La Bohème et en décembre Il barbiere di Siviglia avec Enzo Dara (en) et en 1994 le National Council Winners Concert.
En 1994 il débute à la Scala en dirigeant trois concerts avec le clarinettiste Dimitri Ashkenazy et à l'Opéra lyrique de Chicago avec Il barbiere di Siviglia avec Rockwell Blake, Frederica von Stade et Nicolai Ghiaurov.
En 1995 au Covent Garden, il dirige Otello de Verdi et Aroldo.
En 1996, il débute à l'Opéra national de Paris avec Norma avec Carol Vaness; à Londres, il dirige La traviata avec Andrea Rost (en) et Ramón Vargas (en), Cavalleria rusticana et Pagliacci et au Metropolitan Rigoletto et L'elisir d'amore avec Barbara Bonney.
En 1997 il dirige Norma avec June Anderson à Chicago, Otto mesi in due ore de Donizetti avec Juan Diego Flórez au Covent Garden et Simon Boccanegra avec Ferruccio Furlanetto à Paris.
En 1998 au Met, il dirige Madama Butterfly avec Catherine Malfitano, Lucia di Lammermoor et La traviata avec Ainhoa Arteta (en) et à Paris Rigoletto.
En 1999 au Met, il dirige Cavalleria rusticana avec Dolora Zajick (en), Pagliacci avec Plácido Domingo et Juan Pons et Aida.
En 2000 à Londres, il dirige Tosca et au Met Il trovatore.
En 2001 pour le Festival international d'Édimbourg, il dirige Armida avec Cecilia Gasdia, au Met Norma et au Teatro Regio de Parme La traviata dans la mise en scène de Giuseppe Bertolucci retransmise par la RAI.
En 2002, au Covent Garden, il dirige Il trovatore avec Dmitri Hvorostovsky, à la Scala Madama Butterfly, au Teatro degli Arcimboldi avec Daniela Dessi et Alberto Gazale, au Met Turandot' avec Andrea Gruber (en), à Paris La Cenerentola avec Joyce DiDonato.
En 2004, avec la Scala, il dirige Turandot au Teatro degli Arcimboldi et au Met Nabucco avec Leo Nucci et Samuel Ramey.
En 2005 à Salzbourg, il dirige et enregistre avec l'Orchestre philharmonique de Vienne La traviata avec Anna Netrebko et Rolando Villazón, au Teatro comunale Luciano Pavarotti de Modène Il Trovatore  et à Édimbourg Don Carlos avec l'Opéra national du pays de Galles.
En 2006, il dirige Tosca au Met. Jusqu'en 2007, le maître a dirigé 176 représentations au Metropolitan.
La même année, il réalise Andrea Chénier au Teatro comunale de Bologne avec José Cura, Maria Guleghina et Armando Ariostini (it), opéra dont il existe un DVD enregistré par la RAI.
En 2007, il a fait ses débuts au Houston Grand Opera avec Aida.
En 2008, à Venise, il dirige La rondine avec Fiorenza Cedolins (en) retransmis par la RAI et à Londres Matilde di Shabran. Au Covent Garden, le maître a dirigé 70 fois jusqu'en 2009.
En 2010, à Paris, il dirige Don Carlos et à Houston La Dame de pique.
En 2011 aux Arènes de Vérone, il dirige La traviata, à l'Opernhaus de Zurich, Les Pêcheurs de perles et La Fille du Far West avec Claudio Sgura et au Théâtre des Champs-Élysées Oberto, conte di San Bonifacio avec Guleghina.
En 2012, il dirige L'Italienne à Alger à Houston, Salome avec Chris Merritt au Théâtre de la Monnaie, Simon Boccanegra à Zurich avec Barbara Frittoli, Il turco in Italia à Amsterdam et La bohème au Welsh National Opera.
En 2013, il dirige Manon Lescaut au Théâtre de la Monnaie, Madama Butterfly à Zurich, il Trittico à Copenhague, Aida avec Michelle DeYoung à l'Opéra de Cincinnati et La bohème au Canadian Opera Company de Toronto.
En 2014, il dirige La Fanciulla del West avec Marco Berti (it) à l'Opéra Garnier, Lucia di Lammermoor avec Jessica Pratt pour le De Nationale Opera à Amsterdam, Rigoletto au Théâtre de la Monnaie, Armida à l'Adriatic Arena pour le Rossini Opera Festival de Pesaro avec Carlo Lepore (it) retransmis par la Rai 5, Guillaume Tell et Mosè in Egitto à l'Opéra national du pays de Galles et Luisa Miller à l'Opernhaus.

## Discographie partielle
- Verdi, La traviata (victoire de la musique 2007), avec Anna Netrebko et Rolando Villazón, l'Orchestre philharmonique de Vienne, (Deutsche Grammophon).
- Verdi, La traviata - London Symphony Orchestra/Neil Shicoff/Edita Gruberova/Carlo Rizzi/Giorgio Zancanaro, 1992 Teldec
- Florez, Great tenor arias - Florez/Rizzi/Orch. Verdi Milano, 2003 Decca
- The Golden Voice - Academy of St. Martin In the Fields/Carlo Rizzi/Joseph Calleja, 2005 Decca
- Gounod, Faust (extraits) - Carlo Rizzi/Cecilia Gasdia/Orchestra of the Welsh National Opera/Samuel Ramey, 1992 Teldec
- Verdi, Opera Choruses - Academy of Saint Cecilia Orchestra/Carlo Rizzi, 1993 Teldec
- Jennifer Larmore, Opera Arias - Carlo Rizzi/Jennifer Larmore/Orchestra of Welsh National Opera, 1996 Teldec
- Salvatore Licitra, The Debut - Salvatore Licitra/London Symphony Orchestra/Carlo Rizzi, 2002 Sony BMG
- Violetta, Arias and Duets from Verdi's La Traviata - Anna Netrebko/Carlo Rizzi/Wiener Philharmoniker, 2005 Deutsche Grammophon
- Gounod, Faust - Alexandru Agache/Brigitte Fassbaender/Carlo Rizzi/Cecilia Gasdia/Chorus of Welsh National Opera/Jerry Hadley/Orchestra of Welsh National Opera/Samuel Ramey/Susanne Mentzer, 1994 Teldec
- Verdi, Rigoletto - Alastair Miles/Alexandru Agache/Barry Banks/Carlo Rizzi/Chorus of Welsh National Opera/Fabrizio Visentin/Geoffrey Moses/Jennifer Larmore/Leontina Vaduva/Orchestra of Welsh National Opera/Patricia Bardon/Paula Bradbury/Peter Sidhom/Rebecca Evans/Richard Leech/Samuel Ramey, 1992 Teldec

Les enregistrements de Rizzi comprennent une version en langue anglaise de Katja Kabanova (Chandos) de Leoš Janáček, et un coffret DVD de La traviata (Deutsche Grammophon).

## Source
- (en)/(it) Cet article est partiellement ou en totalité issu des articles intitulés en anglais « Carlo Rizzi (conductor) » (voir la liste des auteurs) et en italien « Carlo Rizzi (direttore d'orchestra) » (voir la liste des auteurs).